# هانك براون
هانك براون (بالإنجليزية: Hank Brown)‏ هو سياسي أمريكي، ولد في 12 فبراير 1940 في دنفر في الولايات المتحدة. حزبياً، نشط في الحزب الجمهوري.

## مناصب
- في انتخابات مجلس الشيوخ في الولايات المتحدة 1990 [الإنجليزية]‏، انتخب عضو مجلس الشيوخ الأمريكي عن دائرة Colorado ‏ وقد انضم خلال فترته النيابية [الإنجليزية]‏ (3 يناير 1991 – 3 يناير 1993)  للكتلة البرلمانية الحزب الجمهوري.
- في انتخابات مجلس الشيوخ في الولايات المتحدة 1990 [الإنجليزية]‏، انتخب عضو مجلس الشيوخ الأمريكي عن دائرة Colorado ‏ وقد انضم خلال فترته النيابية [الإنجليزية]‏ (3 يناير 1993 – 3 يناير 1995)  للكتلة البرلمانية الحزب الجمهوري.
- في انتخابات مجلس الشيوخ في الولايات المتحدة 1990 [الإنجليزية]‏، انتخب عضو مجلس الشيوخ الأمريكي عن دائرة Colorado ‏ وقد انضم خلال فترته النيابية [الإنجليزية]‏ (3 يناير 1995 – 3 يناير 1997)  للكتلة البرلمانية الحزب الجمهوري.
- انتخب عضو مجلس ولاية كولورادو (1972 – 1976).
- انتخب عضو مجلس النواب الأمريكي.
- انتخب عضو مجلس الشيوخ الأمريكي عن دائرة كولورادو (3 يناير 1991 – 3 يناير 1997).